# Styrmärkesgrundet
Styrmärkesgrundet is een eiland annex zandbank behorend tot de Lule-archipel. Het eiland ligt tussen de Norra Strapösundet en de Södre Strapösundet, twee zeearmen tussen Brändöfjärden en de Botnische Golf. Het heeft geen vaste oeververbinding en er is geen bebouwing. De Lule-archipel ligt in het noorden van de Botnische Golf en hoort bij Zweden.